# Dynetics
Dynetics是美国一家应用科学和資訊科技公司，总部位于阿拉巴马州亨茨维尔。主要客户为美国国防部、美国情报界、美国国家航空航天局（NASA）。

## 历史
Dynetics创办于1974年。1980年代，Dynetics的业务扩展到电光、红外传感器、导弹系统分析和设计、软件开发、建模和仿真以及雷达、导弹和导弹导引头的外部材料开发。  
1990年代，Dynetics继续扩大其核心业务，并作为电气测试系统的提供商将业务扩展到汽车供应行业。2000年以，Dynetics开始销售信息技术（IT）和网络安全服务，包括获得NASA马歇尔太空飞行中心（MSFC）提供IT服务的合同。该公司通过开发FASTSAT微卫星和收购Orion Propulsion进入太空领域。通过与NASA签订太空發射系統的合同，其太空业务持续增长。
2019年12月17日，Leidos宣布以16.5亿美元收购Dynetics，并于2020年1月31日完成收购。 

## 运作方式
Dynetics将其服务和产品分为以下几类：情报、导弹、航空、网络、汽车和太空。该公司于2012年在亚拉巴马州亨茨维尔启用了一座名为“综合解决方案”的新大楼，研发面积为226,500平方英尺。Dynetics还在密歇根州，佛罗里达州，弗吉尼亚州，俄亥俄州和德克萨斯州进行远程作业。

## 项目
2020年4月30日，美国国家航空航天局（NASA）宣布了Dynetics将为阿尔忒弥斯计划建造登月着陆系统的合同。Dynetics尚未公布月球着陆器详细信息，但计划与内华达山脉公司共同开发。